# Anapa
Anapa (rus: Анапа) és una ciutat de Rússia, antic port de la tribu natkhuai dels circassians i avui dins el krai de Krasnodar. Està a la costa nord de la mar Negra prop de la mar d'Azov. És un centre de vacances a la mar Negra junt amb Sotxi, amb platges i molt de sol, però poca infraestructura per a visitants europeus. Disposa d'aeroport.

## Història

Gorgippia i altres colònies gregues a la mar Negra

La zona estava poblada pels sinds (en grec antic: σίνδοι), i d'aquí que els grecs anomenassin la regió Sindica. La capital era el port de Sinda. Al segle vi aC, uns grecs procedents de les colònies del Pont van fundar la colònia de Gorgípia, nom que va prendre de Gorgip, un rei del Bòsfor Cimmeri. Va florir als segles iii i II aC. Un grup d'arqueòlegs russos hi han trobat una magnífica estàtua de Nèocles, un notable local fill d'Herodor.
Gorgípia va estar habitada fins al segle iii, quan les tribus nòmades la van assolar i destruir, entre les quals els natkhuaj dels circassians, que es van establir a la regió.
Al segle xviii els russos la van anomenar Anapa. En aquest segle va passar a domini otomà i el 1781 Abdul Hamid I hi va fer construir una fortalesa per enginyers francesos. Atacada pels russos el 1787, van poder ser rebutjats. Un nou atac rus també es va refusar l'any 1790. Finalment el 1791 la va prendre per assalt el general Gudivitch, però pel tractat de Jasi (Yasi) va retornar a Turquia. El 1812 els russos la van conquerir altre cop, però la van retornar amb la pau del 1812. El 1828 el príncep Menshikov i l'almirall Greig la van assetjar i finalment va ser cedida a Rússia pel tractat d'Adrianòpolis el 1829 (article 4). La ciutat va quedar molt malmesa pels atacs de 1828-1829.
El 1846 els russos van fundar la vila d'Anapa, que van destruir i evacuar el 1855 durant la Guerra de Crimea, però la van recuperar el 1856. Els russos van expulsar els habitants locals circassians o bé, quan es resistien, els van deportar cap a les àrees tribals a Temruk; a la caiguda de Circàssia i amb les matances russes del 1864, la major part de les tribus van haver de sortir de la zona cap a l'Imperi Otomà, junt amb altres indígenes com els txetxens, diversos pobles del Daguestan, balkars i d'altres. Aquests actes són considerats un genocidi.
La ciutat va caure en mans dels bolxevics al començament del 1918. Al juny els alemanys es van acostar a la regió i van prohibir la bandera russa. El govern regional titella de Crimea, dirigit per general Sulkevich, va agafar una bandera blanca amb creu de sant Andreu vermella, però els vaixells que unien el port de Kertx amb el d'Anapa, sota control bolxevic, no podien utilitzar el pavelló rus no reconegut ni tampoc la bandera vermella, tampoc reconeguda pels alemanys ni pel govern regional i van haver d'hissar als vaixells la bandera tricolor russa de cap per avall, amb el vermell a la part superior. El govern titella de Crimea es va enfonsar el novembre de 1918. Els alemanys van ocupar la ciutat del 1942 al 1943 durant la II Guerra Mundial.

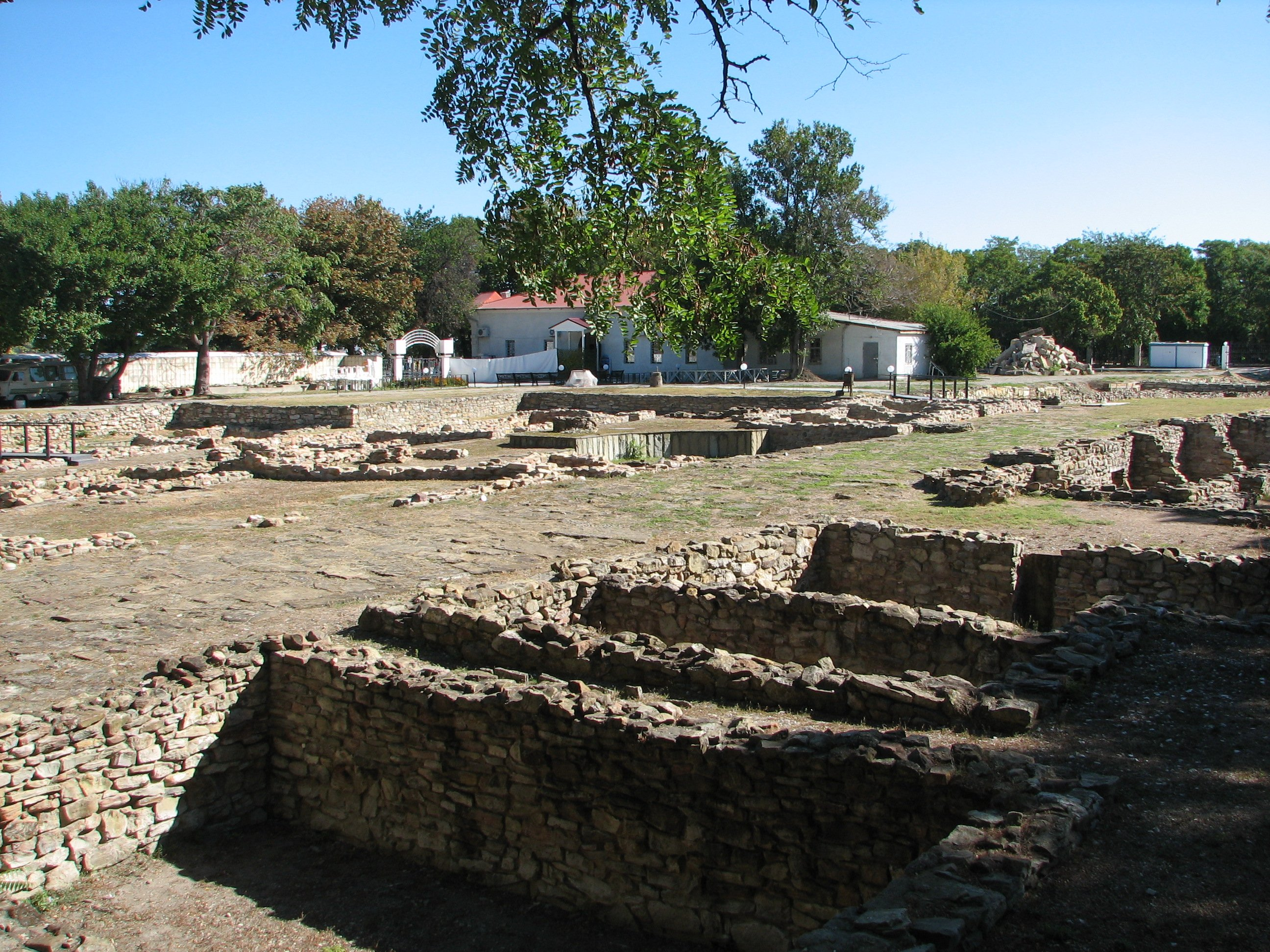
Gorgippia
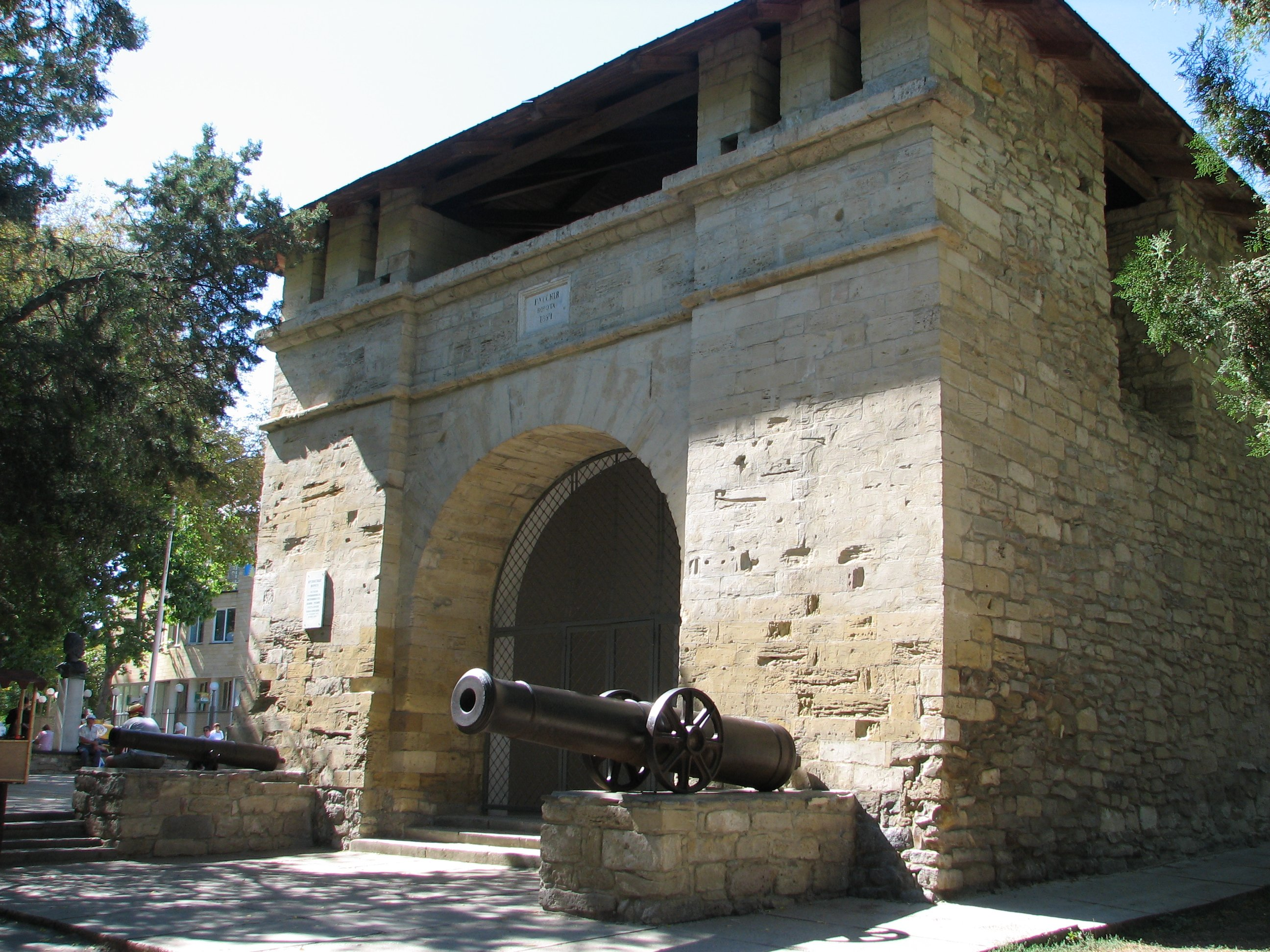
Fortí otomà (1787)
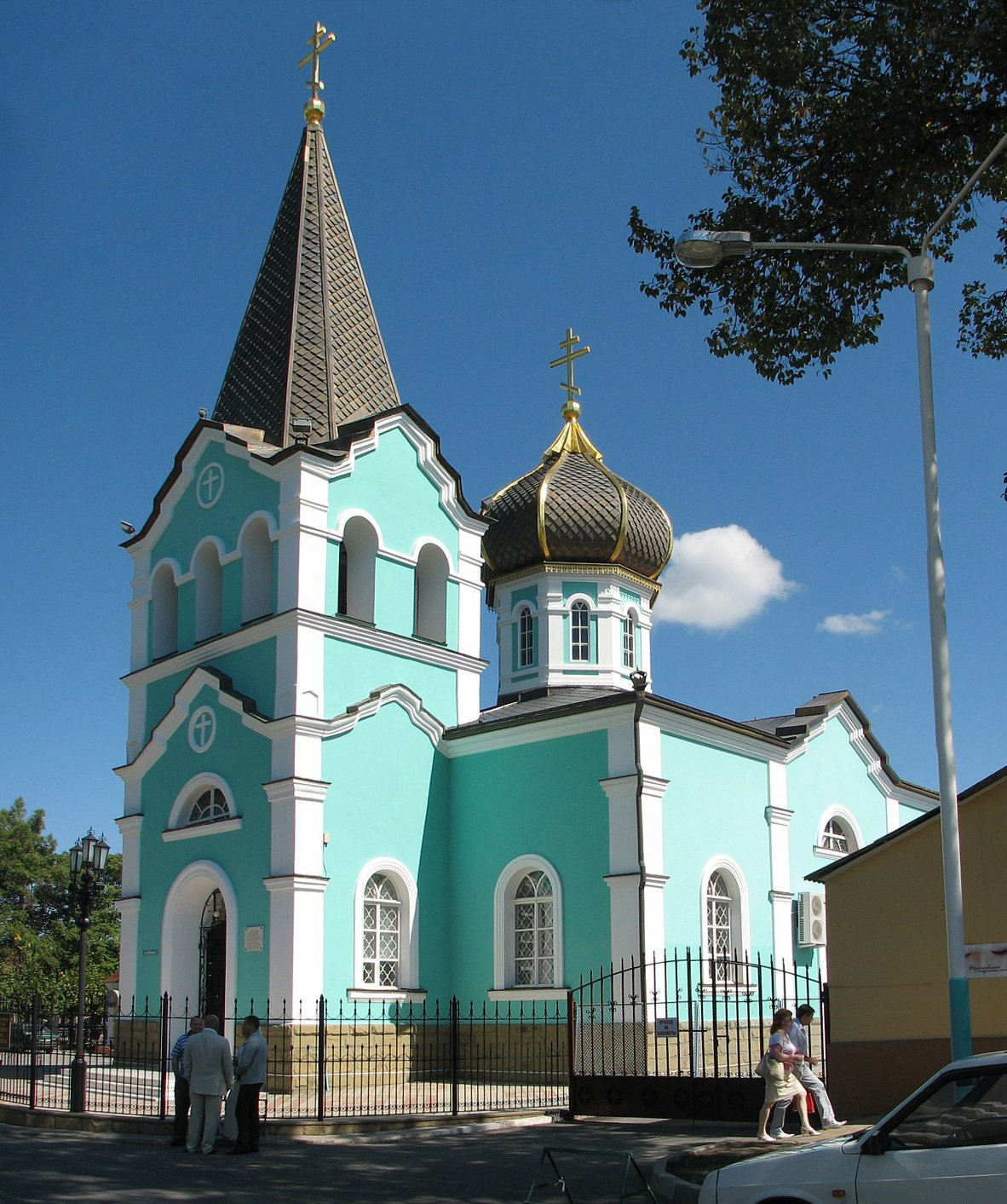
St. Onuphrius (1829)
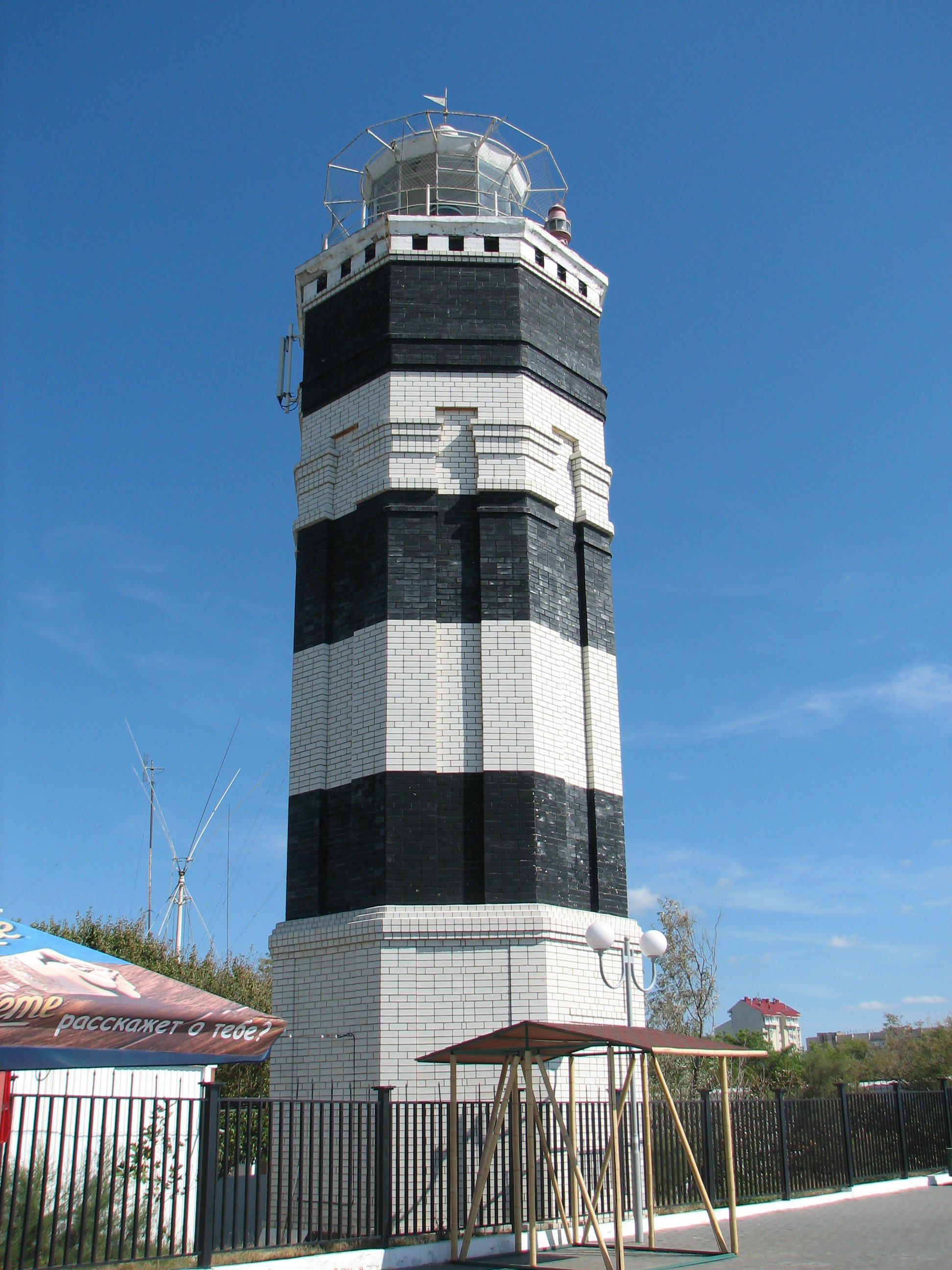
Far